# KBCグループ
KBCグループ（蘭: KBC Groep N.V.、仏: KBC Groupe S.A.、Kredietbank ABB Insurance CERA Bank）は、ベルギー・ブリュッセルに本社を置く総合金融機関。KBC銀行としてベルギーや中東欧地域・アイルランドに商業銀行の店舗を展開するほか、保険やアセットマネジメントも取り扱う。ユーロネクスト・ブリュッセル上場企業（Euronext: KBC ）。

## 沿革
1889年に設立されたVolksbank van Leuvenをルーツに持つ。ベルギー北部のフラマン語地域の有力者による運営のもとで発展を経て1938年にAlgemeene Bankvereenigingと合併し、Kredietbankとなった。実業家Fernand Collinのもとで1930年代の不況を克服したほか、第二次世界大戦中も発展を続け、フラマン語地域の中産階級を顧客に獲得した。
1949年にはルクセンブルクに進出し、1961年にワロン地域に進出した。また、ベルギーが植民地としていたコンゴにも進出して4つの支店を運営したが、植民地の独立を受けて1966年に撤退している。1960年代には、ニューヨークやロンドンに支店を開設した。1982年からドイツのBremer Vorschussverein AGの株式取得を開始し、1990年に同行をKredietbank-Bankverein AGとしてKredietbankの一部門とした。1998年Kredietbankは、Boerenbond（ベルギーカトリック農業協同組合）の影響下にある、ベルギー南部・ワロン地域の2つの組織、ABB-insurance（Assurances du Boerenbond Belge）とCERA Bank（Centrale Raiffeisenkas）と合併し、新会社は3社の頭文字からKBC Bank and Insurance Holding Companyと名付けられた。それ以降、中東欧地域への進出を進め、チェコ・スロバキア・ハンガリーでは国内有数の銀行となる一方、2005年にベルギー国内のAlmanijを吸収合併したことを機に、KBCグループと改名した。2000年代後半の世界金融危機ではベルギー政府の公的資金を受け、2013年9月にドイツ事業を売却している。
現在のKBCグループは、顧客数・従業員数のいずれもが中東欧地域やアイルランドなどの国外がベルギー国内を上回っており、アジアでは上海・香港やシンガポールに拠点を持つ。

## グループ会社
資産運用に特化した「KBC Securities」があるほか、オンライン投資を目的とした「Bolero」や、2014年には起業や新規投資を支援する目的で「ボレロ・クラウドファンディング」が設立されている。日本にはKBC Securities Japanとして進出し、東京（赤坂）にオフィスを持っていたが、2010年に大和証券キャピタル・マーケッツに事業を売却している。